# Trieces bellulus
Trieces bellulus är en stekelart som beskrevs av Kusigemati 1984. Trieces bellulus ingår i släktet Trieces och familjen brokparasitsteklar. Inga underarter finns listade i Catalogue of Life.